# Kamov Ka-37
Kamov Ka-37 là một loại trực thăng không người lái của Nga.

## Tính năng kỹ chiến thuật
- Công suất động cơ: 45 kW, (60 hp)
- Trọng lượng cất cánh tối đa: 250 kg, (551 lb)
- Vận tốc hành trình kinh tế: 110 km/h, (68 mph)
- Trần bay: 2.500m, (1.553 ft)
- Tàm bay: 530 km, (329 mi)
- Thời gian bay: 45 phút
- Tải trọng: 50 kg, (110 lb)